# Crassula tetragona

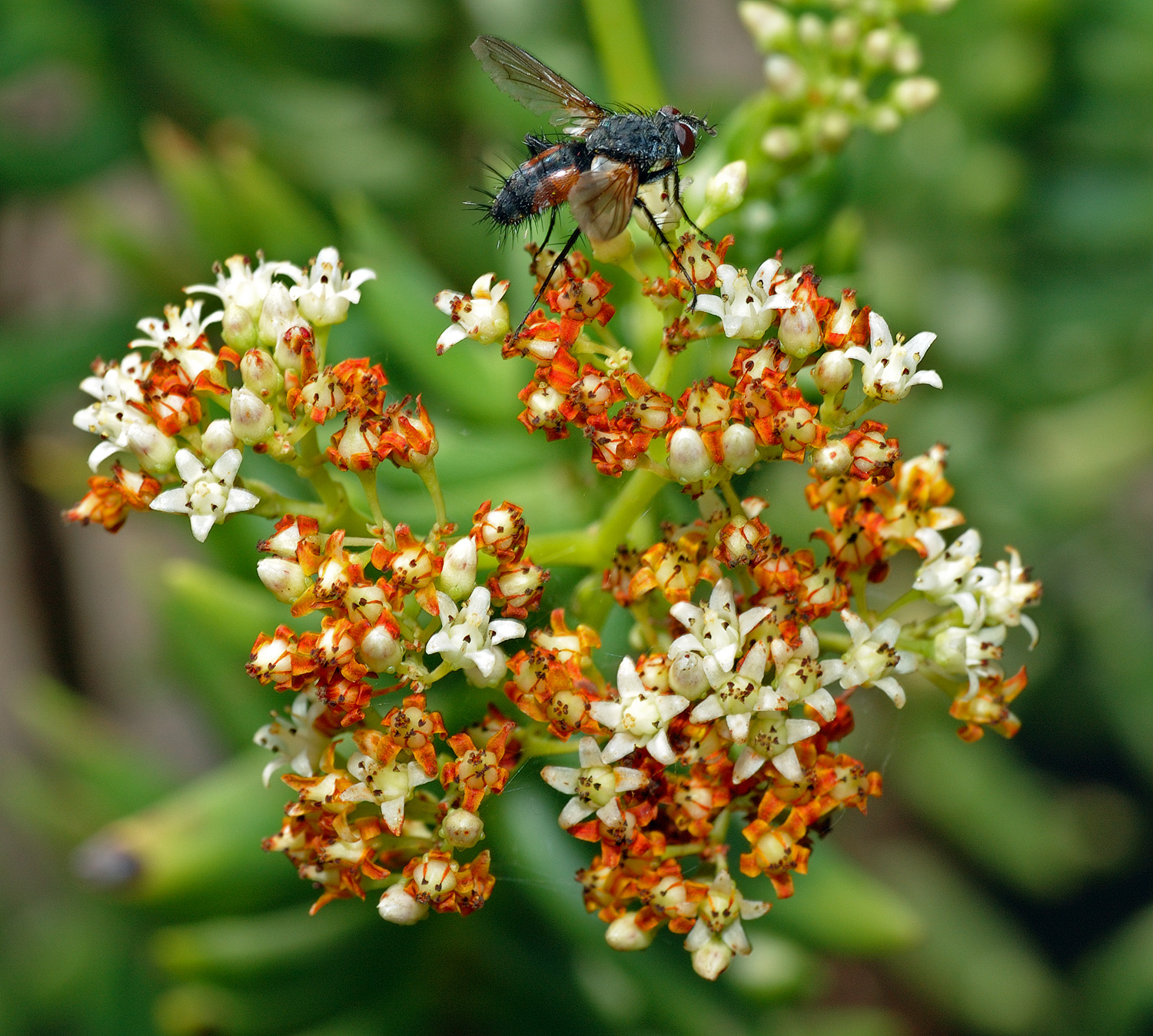
Inflorescència

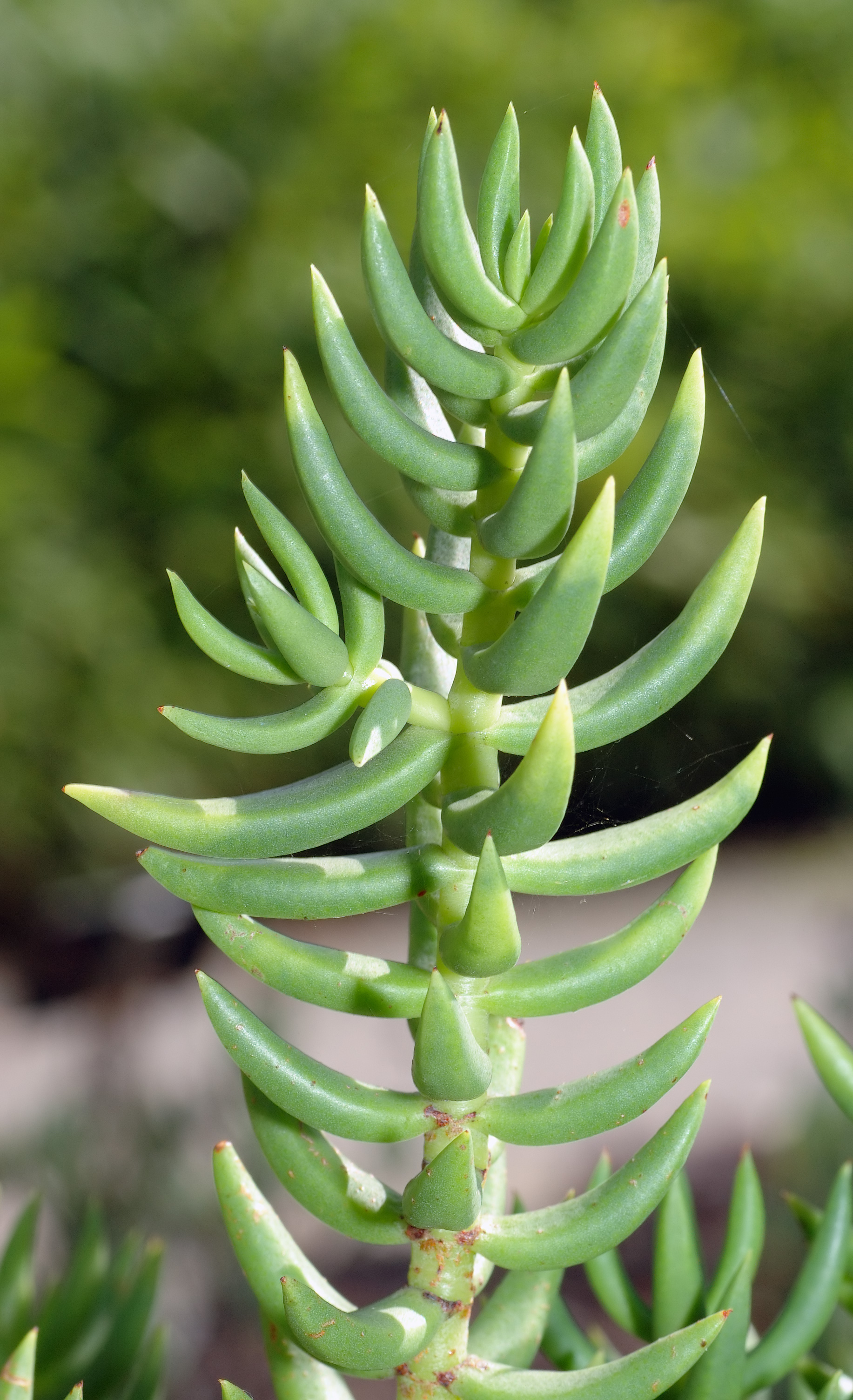
Detall de les fulles

Crassula tetragona és una planta suculenta nativa a l'Àfrica Austral. Es troba àmpliament distribuïda des del riu Orange límit de Namaqualand fins més enllà del riu Kei a la província de Cap Oriental. "Tetragona" ve de la phyllotaxy de les fulles. Es diu popularment l'"arbre de pi en miniatura" entre els aficionats a les plantes ornamentals, per al seu ús popular com a "pi" a Bonsai.

## Descripció general
La planta és erecta o s'estén de forma asrbustiva a 1 m. Té tiges llenyoses amb una escorça de color marró, amb parells creuats de les fulles. Les fulles són de color verd a verd fosc. La planta compta amb inflorescència terminal que acaba en flors blanques que es presenten a l'estiu. El nombre de cromosomes varia: 2n = 16, 32, 48.
L'espècie va ser descrita per primera vegada per Linnaeus el 1753 en el seu llibre Species Plantarum hi ha sis subespècies reconegudes, originalment nomenats per Tolken, de la següent manera:
- C. tetragona acutifolia
- C. tetragona tetragona
- C. tetragona rudis
- C. tetragona connivens
- C. tetragona lignescens
- C. tetragona robusta

Les subespècies estan separades geogràficament, en general amb una sola subespècie per àrea geogràfica.
Generalment aquestes plantes s'utilitzen com a planta ornamental, encara que es creu que s'han utilitzat com a planta medicinal per Thunberg, qui va escriure: "Crassula tetragona, tant de caràcter estricte, bullit en llet, en la quantitat d'un grapat, s'utilitza com un remei per a la diarrea".

## Patrons de creixement
La planta requereix una quantitat raonable d'aigua, es necessita més aigua si els botons florals són presents. La majoria de les espècies prefereixen a ple sol, encara que algunes subespècies podrien ser sensibles a massa sol. La planta és resistent a les gelades, però temperatures per sobre dels 4 °C són millors. La planta pot propagar-se a partir de fulles i esqueixos. No pateix de plagues, a part de la cotxinilla ocasional.